# Ruisseau de Faigne
Der Ruisseau de Faigne ist ein linker Zufluss der Mosel in Frankreich.
Er hat eine Länge von 2,9 km
und mündet bei Saint-Maurice-sur-Moselle (Grand Est).